# 伊瓦爾·蒙巴頓勳爵
伊瓦爾·亞歷山大·邁克爾·蒙巴頓勳爵 DL（1963年3月9日—）是一名英國貴族、農場主、地質學家及商人。
雖然他嚴格來說並非英國王室的成員，但伊瓦爾是第一位公開承認自己是同性戀的英國君主後裔，其與同性伴侶詹姆斯·科伊爾在2018年舉行的婚禮也是英國王室家族首次舉辦同性婚禮。

## 早年生活
伊瓦爾出生於倫敦，是第三代米爾福德黑文侯爵大衛·蒙巴頓與第二任妻子珍妮特·梅賽德斯·布萊斯所生的次子。他身具黑森和俄羅斯王室的血統，也是英女王維多利亞、俄羅斯著名文學家亞歷山大·普希金等人的後裔。他和英王查爾斯三世亦屬表兄弟關係。
他曾就讀於蘇格蘭的戈登斯頓學校，愛丁堡公爵菲利普親王和英王查爾斯三世等人也是該校的校友。伊瓦爾其後於美國佛蒙特州的明德大學畢業並取得文學士學位。

## 個人生活
1994年4月23日，伊瓦爾與佩內洛普·安妮·維爾·湯普森在薩福克郡的克萊爾聖彼得和聖保羅教堂舉行婚禮，婚後育有三個女兒：
- 埃拉·路易絲·喬治娜·蒙巴頓（1996年3月20日出生於劍橋）：愛丁堡公爵愛德華王子的教女
- 亞歷山德拉·納達·維多利亞·蒙巴頓（1998年5月8日出生於布里德韋爾公園）：愛丁堡公爵夫人蘇菲的教女
- 路易絲·西尼亞·羅斯·蒙巴頓（2002年7月30日出生於布里德韋爾公園）

夫妻二人在2010年9月分居，並於2011年11月宣佈離婚，正式結束二人長達十七年的婚姻關係。伊瓦爾在2015年將二人曾經的居所、位於德文郡的布里德韋爾公園改成一處專門舉辦婚禮、公司及商業活動等的場地。
2016年9月，伊瓦爾在接受訪問時正式出櫃，公開其正在與任職航空公司客艙服務總監、結識於瑞士西南部城鎮韋爾比耶一處滑雪度假村的男友詹姆斯·科伊爾交往。二人在2018年9月22日在布里德韋爾公園舉行了私人婚禮；他的前妻佩內洛普在女兒們的建議下，更於婚禮上牽著伊瓦爾的手走上紅毯，並親自將前夫的手交予詹姆斯。
伊瓦爾是愛丁堡公爵愛德華王子和公爵夫人蘇菲的女兒路易絲·溫莎女勳爵的教父之一。